# Norbert Trelle

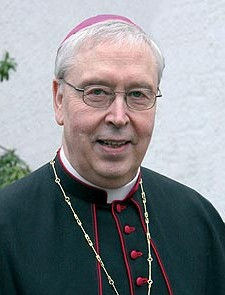
Bischof Norbert Trelle (2006)

Norbert Trelle (* 5. September 1942 in Kassel) ist ein deutscher römisch-katholischer Geistlicher und emeritierter Bischof von Hildesheim.

## Leben
Trelle besuchte das Kasseler Friedrichsgymnasium und nach dem Umzug der Familie nach Bonn im Jahr 1958 das dortige Beethoven-Gymnasium bis zum Abitur 1962. Anschließend studierte er in Bonn und Innsbruck Katholische Theologie. Seit Beginn seines Studiums ist Trelle Mitglied der V.k.Th. Burgundia Bonn. Am 2. Februar 1968 empfing er durch Erzbischof Joseph Kardinal Frings in Köln das Sakrament der Priesterweihe. Nach Kaplansstellen in Heiligenhaus und Ratingen wurde er 1978 Pfarrer und Stadtdechant in Wuppertal und als solcher 1991 zum Monsignore erhoben. Papst Johannes Paul II. ernannte ihn am 25. März 1992 zum Titularbischof von Egnatia und Weihbischof im Erzbistum Köln. Der Kölner Erzbischof Joachim Kardinal Meisner spendete ihm am 1. Mai 1992 im Kölner Dom die Bischofsweihe; Mitkonsekratoren waren der emeritierte Weihbischof von Köln Augustinus Frotz sowie der Kölner Weihbischof Klaus Dick. Trelle war Beauftragter für den Pastoralbezirk Süd des Erzbistums Köln und zugleich Bischofsvikar für die Seelsorge an ausländischen Katholiken. Kurz darauf wurde er zugleich Residierender Domherr in Köln.
Am 29. November 2005 wurde Norbert Trelle durch Papst Benedikt XVI. zum 70. Bischof von Hildesheim ernannt. Am 11. Februar 2006 wurde er im Hildesheimer Dom in sein Amt eingeführt (Inbesitznahme der Cathedra).
Trelle war Vorsitzender der  Migrationskommission sowie Mitglied der Kommission für gesellschaftliche und soziale Fragen der Deutschen Bischofskonferenz. Er wurde am 5. Oktober 2011 während der Herbstvollversammlung der Bischöfe in Fulda zum stellvertretenden Vorsitzenden der Deutschen Bischofskonferenz gewählt und übte dieses Amt bis zu seiner Emeritierung im September 2017 aus.
Am 9. September 2017 nahm Papst Franziskus das von Bischof Trelle aus Altersgründen eingereichte Rücktrittsgesuch an.

## Wahlspruch und Wappen

Bischofswappen

Der bischöfliche Wahlspruch Trelles lautet: Fundamentum est Christus Jesus („Der Baugrund ist Jesus Christus“, nachempfunden 1. Korinther 3,11 : „Einen anderen Grund kann niemand legen als den, der gelegt ist: Jesus Christus.“)
Der Wappenschild ist von Gold und Rot gespalten, in dessen unterem Teil sich drei Kronen in verwechselten Farben befinden. Farben und Teilung des Schildes entsprechen dem Hildesheimer Bistumswappen; die drei Kronen im Wappenschild erinnern an die Heiligen Drei Könige, deren Schrein Mittelpunkt des Kölner Domes ist, und an deren Legende, zu deren wichtigsten Überlieferungssträngen die „Historia trium regum“ (Geschichte der Drei Könige) des Karmeliters Johannes von Hildesheim gehört. Das hinter dem Schild eingestellte Kreuz ist dem Bernwardskreuz nachempfunden und erinnert an den heiligen Bernward von Hildesheim.

## Positionen
Auf dem Hintergrund seines Engagements in der Migrationskommission sagte er: „Wer sich zum Glauben bekennt, kann nicht am Schicksal von Flüchtlingen und Migranten vorbeisehen“, eine Obergrenze für Zuwanderer hielt er für „nicht mit dem Grundgesetz vereinbar“; das Mittelmeer sei „das größte Massengrab Europas“.
2015 gerieten Äußerungen von Trelle in Kritik, weil er Missbrauchsfälle im Bistum Hildesheim verharmlose oder verschleiere.